# 針玉ヒロキ
針玉 ヒロキ（はりたま ヒロキ）は、日本の漫画家・コンピュータゲームの原画家・イラストレーターである。

## 人物・エピソード
- 「新しい仕事に慣れるのに時間がかかる」らしい。そして「慣れたと思ったら終わっていた」と述べている。
- 本人曰く「ちびっ子を書くのは苦手」らしい。
- 『PALETTE』で萌木玉緒のデザインを担当した。その中に、プールで高山小麦（水城たくやデザイン）と遊ぶ玉緒のCGがあるが、針玉は小麦をこのCGだけに登場する一発キャラと勘違いし、勝手に書き込んでしまった（本人曰く「でっち上げ」）。最終的に水城の小麦に差し替えられたが、影指定段階まで針玉デザインの小麦が使われた。
- よくラフスケッチの隅に落書きをしている。内容は「小ネタ」「ボケ」「出落ち」「ダメだし」など様々で、イラストの3/4を落書きで占領したこともある。途中で削除されCGに乗ることはないが、『Natural2 -DUO-』の鳥海空と主人公のデートシーンのCGで背景の海に「モリと水中メガネをして魚を取る鳥海千紗都」の落書きが影指定段階まで残っていたことがある。

## 作品

### アニメ
- 化物語 ※次回予告イラスト担当
- 偽物語 ※公式ウェブサイトにおける次回予告イラスト担当
- 猫物語（黒） ※原画、劇中イラスト担当
- 〈物語〉シリーズ セカンドシーズン ※原画、劇中イラスト、公式ウェブサイトにおける次回予告イラスト担当
- 劇場版 魔法少女まどか☆マギカ [新編] 叛逆の物語 ※劇場マナー告知イラスト担当

### 18禁ゲーム
- PALETTE（F&C）
- Natural2 -DUO-（F&C）
- ENSEMBLE 〜舞降る羽のアンサンブル〜（F&C）

### 一般ゲーム
- Natural 2 -DUO-（オメガ・プロジェクト・シャルラク）
- Natural 2 -DUO- 〜桜色の季節〜（角川書店）

### 書籍
- 漫画
  - くらクラ（月刊コミック電撃大王連載）
  - ニトロガール（コミックガム連載）
  - クロスチェンジャー（月刊ヤングマガジン連載）
- 挿絵
  - 杖術師夢幻帳（富士見ファンタジア文庫）
  - 魔法の用心棒ミオ!（電撃文庫）
  - アルシア・ハード（ファミ通文庫）
  - 男子高校生の憂鬱（KCG文庫）
- 画集
  - Natural2 -DUO- 公式 原画・設定資料集 〜針玉ヒロキ アートワークス〜（エンターブレイン）
  - Splendor（ソフトバンク）

### その他
- パチンコ Parlor - MAX（東京都品川区） 女性店員制服デザイン
- 一撃殺虫!!ホイホイさん（メディアワークス） ペストXさんデザイン

## 同人活動
「スタジオ N.BALL」（スタジオ エヌボール）という同人サークルを主宰している。コミックマーケットにおいては、壁サークル（大手）の人気サークルとなっている。